# Camino de Suizos

Der Camino Español, mit seinen Hauptwegen von Barcelona und Neapel nach Brüssel, über Genua und Mailand.

Der Camino de Suizos war eine etwa 550 km lange alternative Teilstrecke des Camino Español, einer Heerstraße, über die ab 1604 spanische Truppenverbände von Mailand über den Gotthardpass nach Brüssel geführt wurden.

## Geschichte
Die habsburgischen Besitzungen in den Spanischen Niederlanden wurden in der zweiten Hälfte des 16. Jahrhunderts durch Aufstände bedroht. Zur Niederschlagung der Erhebungen wurden auf Geheiß von Philipp II. und seiner Nachfolger ab 1567 im Achtzigjährigen Krieg Truppenverbände aus Spanien nach Flandern verlegt. Da keine Durchzugsgenehmigung von Frankreich zu erhalten war, wurde der transalpine Nachschub über den Camino Español geführt, der Genua über den Mont Cenis, durch Savoyen und Burgund mit Brüssel verband. Der Waldshuter Vertrag Erzherzog Ferdinands mit den fünf Orten von 1529 und seine Verlängerungen ermöglichten ab 1587 einen Durchzug durch das Gebiet der katholischen Kantone. Ab 1604 wurde so auch eine Route über den Gotthard genutzt, der Camino de Suizos. Eine weitere Route führte weiter im Osten über das Veltlin und Tirol und vereinigte sich bei Waldshut mit dem Camino de Suizos. Mit dem Ausbruch des Dreißigjährigen Krieges und der geänderten politischen Lage kam der Camino de Suizos ab 1625 bis zum Ende des Achtzigjährigen Krieges 1648 zum Erliegen. Nach Rudolf Bolzern durchliefen zwischen 1604 und 1625 zusammen gezählt 73.000 Mann diesen Abschnitt des Camino Español.

## Route
Der Camino de Suizos begann in Mailand, dem damaligen militärlogistischen Zentrum des habsburgischen Reiches. Die klassische Wegführung wurde von Virués beschrieben. Über Como, Bellinzona, den Gotthard führte die Route zu Land und bisweilen über Schweizer Gewässer über Altdorf, Zug oder Luzern, Bremgarten und Baden an den Rhein. Ab Waldshut führte der Weg wieder durch habsburgisches Gebiet. Der Schwarzwald wurde in drei Tagesmärschen bis nach Staufen überquert, was trotz der starken Höhenunterschiede einer Tagesleistung von etwa 27 km entspricht. Nach der Rheinübesetzung bei Blodelsheim führte der Weg weiter über das Elsass und Lothringen, wo sich westlich von Épinal Camino de Suizos und Camino Español vereinigten, nach Brüssel oder Namur. Der Camino de Suizos war gegenüber dem Camino Español um zehn Tagesetappen kürzer. Die etwa 900 km lange Distanz von Mailand nach Brüssel wurde abhängig von der Truppengröße in etwa 30 bis 50 Tagen bewältigt. In Abhängigkeit von der politischen Lage und den Wegeverhältnissen wurden alternative Teilrouten begangen.

## Die Carta al dotor Geronimo de Virués
Eine der ersten spanischen Abteilungen auf dem Camino de Suizos wurde im August und September 1604 von dem spanischen Hauptmann und Dichter Cristóbal de Virués geführt. Virués beging den Camino im Dezember 1604 ein zweites Mal. Virués hat in seiner am 17. Juni 1605 datierten Dichtung, der Carta al dotor Geronimo de Virués, eine Beschreibung des Camino und der darauf erlebten Gefahren verfasst, die 1609 in seinen Obras tragicas y liricas erstmals erschien. Virués erwähnt einzelne Stationen auf seinem Camino de Suizos in der folgenden Reihenfolge: Milan (Mailand), Lugan (Lugano), Belinzona (Bellinzona), Polegio, Feit (Faido), Airolo, San Cotaldo (Gotthard), Artolfo (Altdorf), Locera (Luzern), Bremgartendia (Bremgarten), Baden, Balsuhet (Waldshut), Estaufein (Staufen), Plodestein (Blodelsheim), Rulisgein (Réguisheim), Mosch (Moosch) und Rus (Rupt).